# Снежник (Илирска Бистрица)
Снежник (словен. Snežnik) је насељено место у општини Илирска Бистрица, Приморско-нотрањска регија, Словенија.

## Историја
До територијалне реорганизације у Словенији био је у саставу старе општине Илирска Бистрица.

## Становништво
У попису становништва из 2011. године, Снежник је имао 21 становника.
| Број становника према пописима | Број становника према пописима | Број становника према пописима |
| ------------------------------ | ------------------------------ | ------------------------------ |
| 1991                           | 2002                           | 2011                           |
| 0                              | 8                              | 21                             |

Напомена: Године 1989. настала спајањем посебних делова из насеља Илирска Бистрица и Коритнице.